# Мариинско-Посадский район
Марии́нско-Поса́дский райо́н (чув. Сĕнтĕрвăрри районĕ) — административно-территориальная единица в составе Чувашской Республики Российской Федерации. В границах района образован одноимённый муниципальный округ (в 2004 — 2022 годах — муниципальный район).
Административный центр — город Мариинский Посад.

## География
Расположен в северо-восточной части Чувашии. На севере и востоке по реке Волге граничит со Звениговским районом Марий Эл, на западе — с Чебоксарским и Цивильским, на юге — с Козловским районами. Вытянут с запада на восток на 27 км, с севера на юг — на 36 км. Площадь территории района составляет 686,1 км².

## История
Район образован в Чувашской АССР 5 сентября 1927 года. С августа 1929 года по декабрь 1936 года — в составе Нижегородского (Горьковского) края.
С 17 марта 1939 года по 14 июля 1959 года южная часть Мариинско-Посадского района была выделена в отдельный Октябрьский район с райцентром в селе Октябрьское.

## Население
| 1993    | 1997    | 2001    | 2002    | 2005    | 2009    | 2010    | 2011    | 2012    |
| ------- | ------- | ------- | ------- | ------- | ------- | ------- | ------- | ------- |
| 28 400  | ↘17 200 | ↗28 200 | ↘26 959 | ↘26 600 | ↘26 082 | ↘23 895 | ↘23 841 | ↘23 757 |
| 2013    | 2014    | 2015    | 2016    | 2017    | 2018    | 2019    | 2020    | 2021    |
| ↘23 552 | ↘23 327 | ↘23 035 | ↘22 710 | ↘22 411 | ↘22 076 | ↘21 562 | ↘21 278 | ↘19 353 |
| 2024    |         |         |         |         |         |         |         |         |
| ↘18 507 |         |         |         |         |         |         |         |         |

### Урбанизация
В городских условиях (город Мариинский Посад) проживают 42.42 % населения района.

### Национальный состав
По данным переписи населения 2010 года в населении Мариинско-Посадского района преобладают чуваши (76 %), Русские проживают в Мариинском Посаде, и в деревнях, расположенных вдоль Волги: Кушниково, Новое Кушниково, Шульгино, Ураково, Пущино, Водолеево, Демешкино, Нерядово, Амачкино
| Национальность | Число указавших национальность и доля от населения района |
| -------------- | --------------------------------------------------------- |
| Чуваши         | 75,62 % (18 069)                                          |
| Русские        | 21,37 % (5106)                                            |

### Демографическая обстановка
На 2009 год:
| Показатели | Ед.изм. | 2009г | 2008г | %     |
| ---------- | ------- | ----- | ----- | ----- |
| рождение   | чел.    | 326   | 309   | 105,5 |
| смерть     | чел.    | 501   | 544   | 92,1  |
| браки      | чел.    | 112   | 130   | 86,2  |
| разводы    | чел.    | 84    | 80    | 105,0 |

## Территориальное устройство
В рамках административно-территориального устройства, район делился на 12 административно-территориальных единиц — 1 городское и 11 сельских поселений.
В рамках организации местного самоуправления с 2004 по 2022 гг. муниципальный район включал 12 муниципальных образований, в том числе 1 городское и 11 сельских поселений, которые к 1 января 2023 года были упразднены и объединены в единый муниципальный округ. Созданы территориальные отделы.
| №  | Поселение                               | Административный центр  | Количество населённых пунктов | Население (чел.) | Площадь (км²) |
| -- | --------------------------------------- | ----------------------- | ----------------------------- | ---------------- | ------------- |
| 1  | Мариинско-Посадское городское поселение | город Мариинский Посад  | 1                             | ↘7851            | 14,45         |
| 2  | Аксаринское сельское поселение          | деревня Аксарино        | 6                             | ↘793             | 53,69         |
| 3  | Бичуринское сельское поселение          | село Бичурино           | 5                             | ↘896             | 38,70         |
| 4  | Большешигаевское сельское поселение     | деревня Большое Шигаево | 6                             | ↘1266            | 76,45         |
| 5  | Карабашское сельское поселение          | деревня Карабаши        | 4                             | ↘857             | 65,59         |
| 6  | Кугеевское сельское поселение           | деревня Кугеево         | 6                             | ↘607             | 42,65         |
| 7  | Октябрьское сельское поселение          | село Октябрьское        | 7                             | ↘1496            | 38,12         |
| 8  | Первочурашевское сельское поселение     | село Первое Чурашево    | 14                            | ↘1589            | 55,57         |
| 9  | Приволжское сельское поселение          | деревня Нерядово        | 12                            | ↘1018            | 119,94        |
| 10 | Сутчевское сельское поселение           | деревня Сутчево         | 5                             | ↘968             | 76,58         |
| 11 | Шоршелское сельское поселение           | село Шоршелы            | 6                             | ↘1606            | 39,45         |
| 12 | Эльбарусовское сельское поселение       | деревня Эльбарусово     | 7                             | ↘1432            | 64,87         |

## Населённые пункты
В Мариинско-Посадском районе (муниципальном округе) расположено 79 населённых пунктов, из которых 1 город и 78 сельских населённых пунктов:
| №  | Населённый пункт   | Тип     | Население | Поселение                               |
| -- | ------------------ | ------- | --------- | --------------------------------------- |
| 1  | Аксарино           | деревня | ↗619      | Аксаринское сельское поселение          |
| 2  | Акшики             | деревня | ↗162      | Октябрьское сельское поселение          |
| 3  | Алмандаево         | деревня | ↗74       | Первочурашевское сельское поселение     |
| 4  | Амачкино           | деревня | →25       | Приволжское сельское поселение          |
| 5  | Анаткасы           | деревня | ↗100      | Шоршелское сельское поселение           |
| 6  | Арзаматово         | деревня | ↗202      | Большешигаевское сельское поселение     |
| 7  | Астакасы           | деревня | →290      | Приволжское сельское поселение          |
| 8  | Бичурино           | село    | ↗535      | Бичуринское сельское поселение          |
| 9  | Большое Аккозино   | деревня | ↗255      | Октябрьское сельское поселение          |
| 10 | Большое Камаево    | деревня | ↗273      | Шоршелское сельское поселение           |
| 11 | Большое Маклашкино | деревня | ↗179      | Сутчевское сельское поселение           |
| 12 | Большое Шигаево    | деревня | ↗550      | Большешигаевское сельское поселение     |
| 13 | Большое Яндуганово | деревня | ↗152      | Большешигаевское сельское поселение     |
| 14 | Верхние Ирх-Сирмы  | деревня | ↘36       | Первочурашевское сельское поселение     |
| 15 | Водолеево          | деревня | →14       | Приволжское сельское поселение          |
| 16 | Вороново           | деревня | →2        | Первочурашевское сельское поселение     |
| 17 | Второе Чурашево    | деревня | ↗139      | Бичуринское сельское поселение          |
| 18 | Вторые Чекуры      | деревня | ↗43       | Кугеевское сельское поселение           |
| 19 | Вурманкасы         | деревня | ↗320      | Эльбарусовское сельское поселение       |
| 20 | Вурман-Кошки       | деревня | →89       | Первочурашевское сельское поселение     |
| 21 | Вурман-Пилемчи     | деревня | ↗148      | Карабашское сельское поселение          |
| 22 | Демешкино          | деревня | →6        | Приволжское сельское поселение          |
| 23 | Девлетгильдино     | деревня | ↘52       | Карабашское сельское поселение          |
| 24 | Дубовка            | деревня | →330      | Приволжское сельское поселение          |
| 25 | Ельниково          | деревня | ↗202      | Шоршелское сельское поселение           |
| 26 | Ибраялы            | деревня | ↗82       | Первочурашевское сельское поселение     |
| 27 | Ильменькасы        | деревня | ↗68       | Эльбарусовское сельское поселение       |
| 28 | Ирх-Сирмы-Кошки    | деревня | ↗103      | Первочурашевское сельское поселение     |
| 29 | Ирх-Сирмы-Ронги    | деревня | ↗69       | Первочурашевское сельское поселение     |
| 30 | Истереккасы        | деревня | ↗114      | Октябрьское сельское поселение          |
| 31 | Итяково            | деревня | ↗101      | Бичуринское сельское поселение          |
| 32 | Карабаши           | деревня | ↗503      | Карабашское сельское поселение          |
| 33 | Караньялы          | деревня | ↘359      | Первочурашевское сельское поселение     |
| 34 | Кочино             | деревня | ↗114      | Шоршелское сельское поселение           |
| 35 | Кугеево            | деревня | ↗470      | Кугеевское сельское поселение           |
| 36 | Кужмары            | деревня | ↗33       | Кугеевское сельское поселение           |
| 37 | Кушниково          | село    | →111      | Приволжское сельское поселение          |
| 38 | Малое Камаево      | деревня | ↗313      | Шоршелское сельское поселение           |
| 39 | Малое Маклашкино   | деревня | ↗147      | Сутчевское сельское поселение           |
| 40 | Малое Шигаево      | деревня | ↘154      | Большешигаевское сельское поселение     |
| 41 | Малое Яндуганово   | деревня | ↗91       | Большешигаевское сельское поселение     |
| 42 | Мариинский Посад   | город   | ↘7851     | Мариинско-Посадское городское поселение |
| 43 | Мертень            | деревня | ↗15       | Аксаринское сельское поселение          |
| 44 | Мижули             | деревня | ↗301      | Первочурашевское сельское поселение     |
| 45 | Нерядово           | деревня | →52       | Приволжское сельское поселение          |
| 46 | Нижеры             | деревня | ↘44       | Аксаринское сельское поселение          |
| 47 | Нижние Ирх-Сирмы   | деревня | ↘32       | Первочурашевское сельское поселение     |
| 48 | Новое Байгулово    | деревня | ↗158      | Кугеевское сельское поселение           |
| 49 | Новое Кушниково    | деревня | →33       | Приволжское сельское поселение          |
| 50 | Октябрьское        | село    | ↗937      | Октябрьское сельское поселение          |
| 51 | Первое Чурашево    | село    | ↗561      | Первочурашевское сельское поселение     |
| 52 | Первые Синьялы     | деревня | ↗123      | Эльбарусовское сельское поселение       |
| 53 | Передние Бокаши    | деревня | ↗218      | Октябрьское сельское поселение          |
| 54 | Покровское         | село    | ↘253      | Карабашское сельское поселение          |
| 55 | Пущино             | деревня | →15       | Приволжское сельское поселение          |
| 56 | Сатышево           | деревня | ↗74       | Кугеевское сельское поселение           |
| 57 | Синьял-Ирх-Сирмы   | деревня | ↗93       | Первочурашевское сельское поселение     |
| 58 | Сотниково          | село    | ↗547      | Большешигаевское сельское поселение     |
| 59 | Средние Бокаши     | деревня | ↗150      | Эльбарусовское сельское поселение       |
| 60 | Старое Тогаево     | деревня | ↗136      | Октябрьское сельское поселение          |
| 61 | Сутчево            | деревня | ↗515      | Сутчевское сельское поселение           |
| 62 | Сюндюково          | деревня | ↗436      | Бичуринское сельское поселение          |
| 63 | Сятракасы          | деревня | ↗289      | Аксаринское сельское поселение          |
| 64 | Тинсарино          | деревня | →214      | Приволжское сельское поселение          |
| 65 | Тогаево            | село    | ↗293      | Эльбарусовское сельское поселение       |
| 66 | Тузи               | деревня | ↗25       | Аксаринское сельское поселение          |
| 67 | Ураково            | деревня | →70       | Приволжское сельское поселение          |
| 68 | Ускасы             | деревня | ↗168      | Эльбарусовское сельское поселение       |
| 69 | Хорнъялы           | деревня | ↗76       | Октябрьское сельское поселение          |
| 70 | Чинеры             | деревня | ↘16       | Бичуринское сельское поселение          |
| 71 | Чиршкасы           | деревня | ↗158      | Первочурашевское сельское поселение     |
| 72 | Шанары             | деревня | ↗237      | Кугеевское сельское поселение           |
| 73 | Шоршелы            | село    | ↗995      | Шоршелское сельское поселение           |
| 74 | Шульгино           | деревня | →66       | Приволжское сельское поселение          |
| 75 | Щамалы             | деревня | ↘51       | Аксаринское сельское поселение          |
| 76 | Эльбарусово        | деревня | ↗860      | Эльбарусовское сельское поселение       |
| 77 | Этнескеры          | деревня | ↗65       | Первочурашевское сельское поселение     |
| 78 | Юрьевка            | деревня | ↗32       | Сутчевское сельское поселение           |
| 79 | Ящерино            | деревня | ↗369      | Сутчевское сельское поселение           |

## Местные органы власти
В рамках организации местного самоуправления в новообразованном муниципальном округе к началу 2023 года были сформированы органы власти. С 9 по 11 сентября 2022 года прошли выборы в Собрание депутатов Мариинско-Посадского муниципального округа. 29 сентября состоялось первое заседание обновлённого собрания, которое возглавил Владимир Петров. В середине ноября главой муниципального округа был избран Владимир Владимирович Петров. 30 декабря 2022 года депутатским корпусом председателем Собрания депутатов Мариинско-Посадского муниципального округа избрана депутат от Курчатовского избирательного округа № 2 Марина Васильевна Яковлева.
Главы района (с 1992 по 2009 гг)
- 1992—25.10.2005 — Юдин Алексей Тимофеевич[31][32]
- 25.10.2005—02.06.2009—Шумов Алексей Александрович[33]

Главы администрации района (с 2009 до 2023 гг)
- 23.06.2009—20.07.2009—и. о. Спиридонов Александр Владимирович[34][35]
- 18.08.2009—15.10.2010 (и. о. 21.07.2009—18.08.2009) — Дмитриев Александр Иванович[36][37][38]
- 15.10.2010—19.11.2010—и. о. Хамидуллина Татьяна Анатольевна[39]
- 19.11.2010—2013 — Моисеев Юрий Фёдорович[40][41]
- 12.03.2014—11.04.2016 года — Григорьев Владимир Иванович[42]
- 14.03.2016—11.04.2016— и. о. Борисов Николай Николаевич[43]
- 12.04.2016—12.06.2020 (и. о. 2.06.2009—23.06.2009[44]) — Мясников Анатолий Аркадьевич[45]
- 23.09.2020—30.04.2022 (и. о. 12.06.2020—23.09.2020) — Мустаев Владимир Николаевич[46]
- 30.04.2022—23.11.2022 — и. о. Мастьянов Сергей Витальевич[47]
- 23.11.2022—01.01.2023 и. о. Арсентьева Светлана Витальевна[48]

Главы района—председатели районного Собрания депутатов (с 2009 по 2022 гг)
- 02.06. 2009—24.03.2011—Васильев Юрий Васильевич[49]
- 24.03.2011— 21.09.2015—Морозов Владимир Иванович[50]
- 21.09.2015—23.09.2020—Николаев Николай Петрович[51]
- 23.09.2020—20.12.2022—Петров Владимир Владимирович[52]

Главы муниципального округа (с 2022 года)
- С 20.12.2022 — Петров Владимир Владимирович[53]

Председатели Собрания депутатов (с 2022 года)
- С 20.12.2022 — Яковлева Марина Васильевна[54]

## Природа

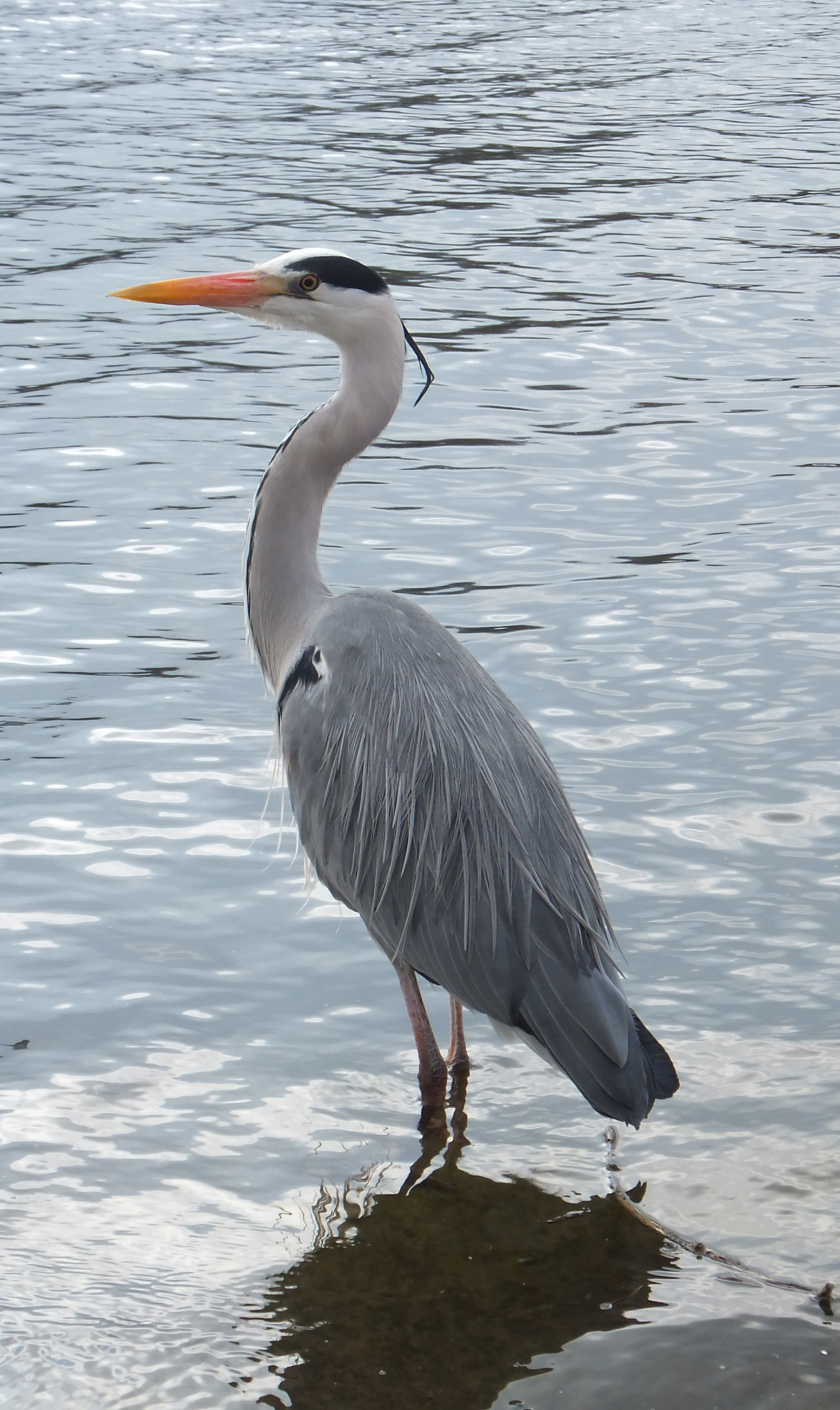
В районе находится крупнейшая в Чувашии колония серых цапель.

Мариинско-Посадский район расположен в пределах Чувашского плато, характеризуется холмистой поверхностью, сильно расчленённый долинами реки Цивиль и других малых рек, а также овражной сетью. Овраги имеют глубину вреза до 35—50 м, протяжённость до 4 км. Полезными ископаемыми Мариинско-Посадский район беден, считается перспективным в отношении выявления месторождений нефти, но пробурённые поисково-разведочными скважинами нефть промышленного значения не обнаружена. Эксплуатируется месторождение торфа, используемого в качестве удобрения. Заводом стройматериалов разрабатывается для производства кирпича Марпосадское месторождение глин и суглинков.
Климат района умеренно континентальный с продолжительной холодной зимой и тёплым летом. Средняя температура января −13 °C, а июля 18,6 °C. Абсолютный минимум достигал −44 °C, максимум — 44 °C. За год выпадает 513 мм осадков.
Речная сеть представлена 45-километровым участком Волги (Куйбышевское водохранилище) и 25-километровым участком нижнего течения Цивиля.
В Мариинско-Посадском районе дерново-среднеподзолистые и дерново-слабоподзолистые почвы. Первые примыкают к Волге, занимая до 40 % территории, вторые занимают западную половину района.
Растительность представлена лесами, которые расположены массивами в северных и центральных частях района. По породному составу леса распределяются следующим образом: широколиственные (преимущественно дуб) — 39 %, хвойные (сосна, частично лиственница) — 34 %, мелколиственные (осина, липа, берёза, ольха серая) — 27 % площади лесов. Южная часть района занята культурной растительностью полей. По поймам рек — заросли кустарников, луговая растительность. Луга и степи занимают свыше 15 % территории. Для рекреационных целей наиболее пригодны леса, расположенные по берегам Волги и Цивиля, где преобладают дубравы и липняки.
На территории района расположены региональный комплексный Государственный природный заказник «Водолеевский» (образован Постановлением КМ ЧР от 31.03.1999 № 88 на побережье Волги, 151 га; крупнейшая колония серых цапель в Чувашии и места произрастания редких растений: венерин башмачок крупноцветковый, венерин башмачок настоящий, ятрышник шлемоносный, можжевельник обыкновенный) и памятники природы регионального значения: «Культуры сосны, ели, лиственницы 1900—1905 годов», «Культуры сосны 1901 года», «Культуры лиственницы 1929—1931 годов». ООПТ местного значения: Памятное природное место «Государева гора», Памятное природное место «Майский (Успенский) парк», Памятное природное место «Пугачёвская дорога».

## Экономика
Мариинско-Посадский район — сельскохозяйственный район. Промышленные предприятия размещены в районном центре, а также вблизи города — спиртзавод и предприятия в селе Октябрьском.
Предприятия производят нестандартное оборудование, эмалированные провода, в небольших количествах заготовляют древесину, в цехах деревообработки производятся пиломатериалы, клёпка, товары народного потребления и культурно-бытового назначения, ведётся ремонт автомобилей и техники для сельского хозяйства. Из местного сырья производится кирпич; на небольших предприятиях — изделия, плетённые из лозы, осуществляется пошив швейных изделий, производство пищевых продуктов (кондитерские и хлебобулочные изделия, безалкогольные напитки, консервы, спирт из зерна и картофеля) и др.
Специализация сельского хозяйства — мясо-молочное скотоводство с развитым хмелеводством. Район производит молоко, мясо, зерновые, кормовые, важная культура — хмель, в значительном объёме производится картофель. По удельному весу животноводство преобладает над растениеводством. Ведущая отрасль животноводства — мясо-молочное скотоводство с развитым свиноводством и овцеводством. Район удовлетворяет свои потребности, а также вывозит продукты сельского хозяйства.
По состоянию на 1 января 2009 года среднемесячная заработная плата в районе составила 8562,0 руб., а в 2013 году — 15549 руб.

## Здравоохранение
В районе действуют: Центральная районная больница (Мариинский посад, ул. Николаева, 57), районная больница № 2 в с. Октябрьское, 5 отделений общей врачебной практики, 31 фельдшерско-акушерский пункт, 3 здравпункта при средних специальных учебных заведениях города, отделение скорой медицинской помощи при ЦРБ и его филиал на базе райбольницы № 2 с. Октябрьское.
В 2008 году был введён в эксплуатацию новый стационарный корпус больницы. В составе стационарный сектора Муниципального учреждения здравоохранения «Мариинско-Посадская центральная районная больница» имеются терапевтическое, неврологическое, педиатрическое, хирургическое, травматологическое, гинекологическое отделения, отделение патологии беременных, анестезиолого-реанимационное отделение общей мощностью 78 круглосуточных и 12 дневных коек.

## Культура и образование

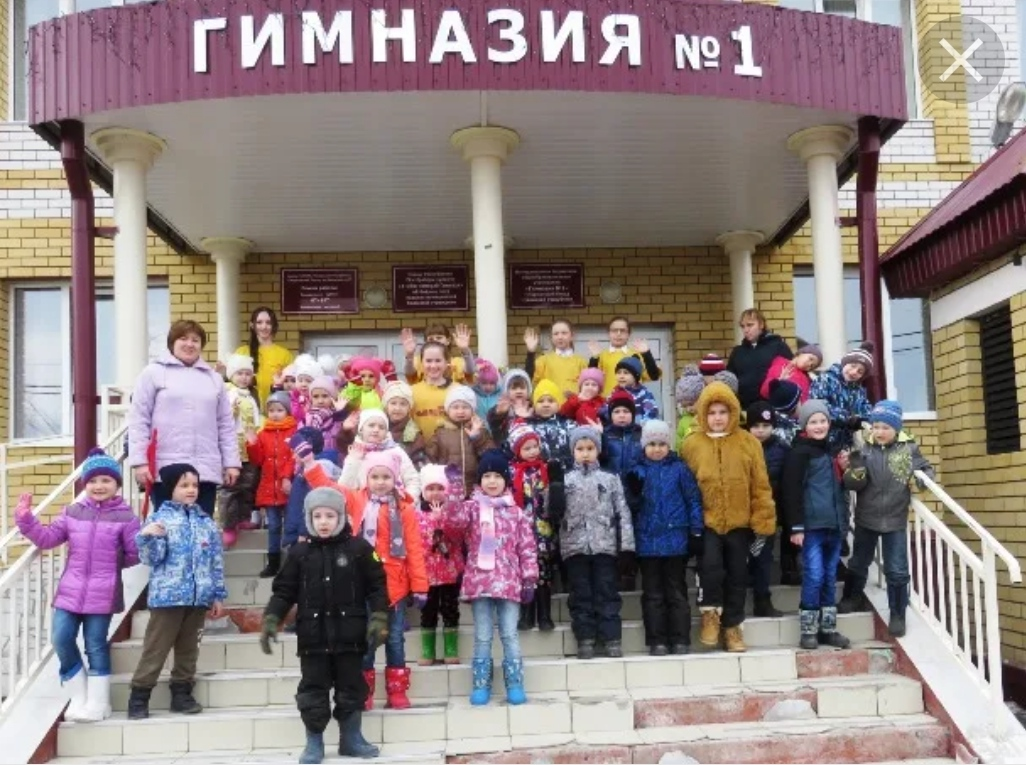
МБОУ Гимназия № 1

Филиал Марийского государственного технического университета (бывший Мариинско-Посадский лесотехникум, осн. 1920, а ранее — лесная школа, осн. 1895), 9 детских дошкольных учреждений, 15 дневных общеобразовательных школ, в том числе 6 средних, 5 основных, 4 начальных (Гимназия № 1 и ООШ в г. Мариинский Посад, Приволжская ООШ, СОШ в сёлах Шоршелы, Октябрьское, Первое Чурашево, Сутчево, Эльбарусово), 39 домов культуры и клубов, 30 библиотек, 1 краеведческий музей (в г. Мариинский Посад).

## Транспорт
В районе функционируют автомобильные и речные виды транспорта. Общая протяжённость транспортной сети составляет 129 км автомобильных (в том числе 94 км дорог с твёрдым покрытием) и 45 км судоходных речных путей. По западной части района проходит автодорога республиканского значения «Йошкар-Ола—Мариинский Посад— Цивильск», а также дорога «Первое Чурашево—Андреево-Базары». По Волге в период навигации обеспечиваются внешние связи, имеется пристань Мариинский Посад. В грузообороте пристани преобладают материально-строительные и прочие грузы, а также грузы по переправе (автодорога «Йошкар-Ола—Мариинский Посад—Цивильск»). Капитальных береговых сооружений пристань не имеет, преобладающая часть грузовых операций осуществляется на естественном берегу. Для обслуживания пассажирских перевозок на период навигации устанавливается дебаркадер. На долю автомобильного транспорта приходится 47 % грузовых и 87 % пассажирских перевозок от их объёма; автомобильный транспорт выполняет преобладающий объём внутрирайонных перевозок грузов.

## Автобусное сообщение
Подробнее о расписании и часах отправления — см. на офиц. сайте Райадминистрации
- Мар. Посад — Чебоксары (рейс № 113 — маршрутное такси)
- Мар. Посад — Чебоксары (рейс № 113 — автобус)
- Мар. Посад — Новочебоксарск (108)
- Мар. Посад — Новочебоксарск (236)
- Мар. Посад — Новочебоксарск (222 — автобус)
- Новинское — Коновалово
- Мар. Посад — Цивильск
- Мар. Посад — Сятракасы (через Октябрьское)
- Мар. Посад — Кугеево
- Мар. Посад — Карабаши
- Мар. Посад — Кушниково
- Мар. Посад — Сотниково
- Мар. Посад — Эльбарусово

## Уроженцы
- Александров, Николай Александрович — музыкант.
- Васильев, Константин Михайлович — живописец, архитектор.
- Вашават, Пётр Михайлович — поэт, прозаик, журналист, переводчик.
- Вдовина Ираида Григорьевна — собирательница и исполнительница народных песен.
- Вдовичева, Евгения Аркадьевна — живописец.
- Героев, Иннокентий Николаевич — лётчик-испытатель, Заслуженный пилот СССР (1-й из чувашских лётчиков)[65][66]. (умер в апреле 2010 года)
- Григорьева, Ольга Виссарионовна — спортсмен.
- Дверенин, Терентий Парамонович — известный народный мастер
- Ефремов, Георгий Осипович — прозаик.
- Зайцев, Юрий Антонович — живописец.
- Золотницкий, Николай Иванович — основоположник чувашского научного языкознания, этнограф, педагог, общественный деятель.
- Иванов, Пётр Иванович — актёр.
- Исаев, Геннадий Ильич — живописец.
- Канаш Альберт Георгиевич — публицист[67].
- Константинов, Геннадий Николаевич — мастер резьбы по дереву.
- Кольцов Михаил Федорович — оперный певец[68]
- Красильников Владислав Алексеевич — педагог, биолог, Народный академик Чувашской народной академии наук и искусств[69].
- Мадеева, Галина Тимофеевна — актриса.
- Марков, Аким Маркович (1893—1962) — советский военный деятель, Генерал-майор (1940 год).
- Марье, Левтина — чувашская поэтесса.
- Мартьянова, Любовь Васильевна — прозаик.
- Николаев, Андриян Григорьевич — космонавт, дважды Герой Советского Союза. Генерал-майор авиации.
- Николаев, Яков Николаевич («Чуваш»[70]) — Герой партизанского движения на территории Парчевских лесов в Польше.
- Николаева, Елена Николаевна — спортсменка, олимпийская чемпионка по лёгкой атлетике.
- Овчинников, Николай Васильевич — живописец, график.
- Осипов, Фёдор Прокофьевич — живописец.
- Покровский, Александр Александрович — живописец.
- Родионов, Виктор Иосифович — актёр.
- Рыбкин, Анатолий Петрович — живописец, заслуженный художник России.
- Салампек Иван Яковлевич — прозаик, драматург[71].
- Сироткин, Михаил Яковлевич — литературовед, критик, собиратель фольклора.
- Тафаев, Геннадий Ильич — историк, политолог, социолог, доктор исторических наук, профессор.
- Тихонова-Стасенко, Мария Матвеевна — актриса.
- Усли, Василий Михайлович — чувашский поэт и переводчик.
- Фёдоров Михаил Фёдорович — этнограф[72].
- Фёдоров, Николай Васильевич — Президент Чувашской Республики, доктор экономических наук.
- Филлипов, Орест Иванович — живописец, график.
- Хирпю, Григорий Яковлевич
- Хлебников, Геннадий Яковлевич — критик, литературовед.
- Самарин Аркадий Алексеевич — заслуженный работник культуры, художник, педагог.
- Петров Алексей Петрович — композитор-самоучка.
- Шарков Феликс Изосимович —. Президент Международной академии коммуникологии, заслуженный деятель науки Российской Федерации, Почетный работник высшего профессионального образования. доктор социологических наук, профессор.

## Спорт
Достижения на Олимпийских играх
| Виды спорта                     | Спортивные достижения                                                                       |
| ------------------------------- | ------------------------------------------------------------------------------------------- |
| Лёгкая атлетика Ходьба на 10 км | Золотые медали (Е. Н. Николаева — 1996 год), Серебряные медали (Е. Н. Николаева — 1992 год) |

Достижения на чемпионатах мира
| Виды спорта     | Спортивные достижения                         |
| --------------- | --------------------------------------------- |
| Ходьба на 20 км | Золотые медали (Е. Н. Николаева — 2003 год)   |
| Ходьба на 5 км  | Золотые медали (Е. Н. Николаева — 1993 год)   |
| Ходьба на 10 км | Бронзовые медали (Е. Н. Николаева — 1995 год) |

Спорт в районе
C 2010 года все взрослые жители и школьники получили возможность посещать плавательный бассейн в новом физкультурно-оздоровительном комплексе города ФОК «Мариинский». В этом комплексе кроме плавательного бассейна есть универсальный спортивный, борцовский и тренажёрный залы. В районе работают две ДЮСШ и 16 спортивных залов, ежегодно проводятся республиканские соревнования по спортивной ходьбе на призы Олимпийской чемпионки Елены Николаевой, республиканский турнир по шахматам памяти первого чемпиона Чувашии М. Спекторского, волейбольный турнир памяти лётчика-космонавта СССР А. Г. Николаева, эстафетный пробег «Космическая миля», массовые соревнования «Кросс наций», «Лыжня России», фестиваль сельских шахматистов, осенний спортивный праздник «Урожай» в честь завершения осенних сельскохозяйственных работ и другие мероприятия.
В феврале 2011 года в физкультурно-спортивном комплексе «Мариинский» прошёл чемпионат Чувашской Республики по ушу (таолу и саньда).
27 июня 2011 года состоялся первый велопробег, посвящённый Году российской космонавтики, который прошёл от Мариинского Посада до села Шоршелы.
22 июля 2011 года, впервые в Мариинском Посаде состоялся заплыв через реку Волга (1400 м), посвящённый памяти лётчика-космонавта СССР, дважды Героя Советского Союза А. Г. Николаева, под девизом «Дорогой космонавта Андрияна Григорьевича Николаева», который не один раз переплывал реку Волгу.

## Чудеса
В 2011 году по результатам открытого республиканского конкурса три из «7 чудес Чувашии» находятся в этом районе.
В номинации «Легенда Чувашии» победила передающаяся в Мариинском Посаде из поколения в поколение легенда о посещении с. Сундырь Екатериной II. В номинации «Чувашское диво» победила работа «Мои куклы — мои дети» о мастере-кукольнике из д. Сюндюково Мариинско-Посадского района Т. П. Дверенине. В номинации «Личность Чувашии» победил прославленный земляк — космонавт Андриян Григорьевич Николаев. Кроме того, в вышедший по итогам республиканского конкурса буклет «7 чудес Чувашии» вошли и другие претенденты от района: Государева гора, церковь Святого Михаила Архангела в с. Тогаево, Н. Я. Бичурин, мемориальный комплекс лётчика космонавта СССР А. Г. Николаева в селе Шоршелы и ФОЦ «Белые камни».